# 黃鑑
黃鑑（1413年—？），字克明，南直隸蘇州衛人，軍籍。明朝政治人物。同進士出身。

## 生平
黃鑑以長洲學軍生，正統三年（1438年）戊午科應天鄉試舉人，正統七年（1442年）登壬戌科進士。《西樵野記》卷5记载，英宗时，黃鑑因年青美才，得官近侍。景泰年間，又特别受到明代宗寵信。英宗透過奪門之變復辟後，以舊恩進大理寺少卿，日日召對。一天，英宗偶見舊章疏露一角，取來觀看，乃黃鑑所進奏本，請代宗將當時尚在南宮為太上皇的英宗禁錮。英宗立刻急召黃鑑，扔出奏章，黃鑑連呼萬死。被殺，并被滅族。

## 家族
曾祖父黃子玉。祖父黃原善。父亲黃文用。